# Phillipston
Phillipston är en kommun (town) i Worcester County i delstaten Massachusetts, USA med 1 726 invånare (2020).